# Mylabris bisseptemmaculata
Mylabris bisseptemmaculata es una especie de coleóptero de la familia Meloidae.

## Distribución geográfica
Habita en Eritrea.